# Ferrara (Savignano Irpino)
La Ferrara (Ferraria nel latino medievale) è un'antica località dell'Italia meridionale; abitata fin dalla preistoria, fu poi estesamente fortificata durante il medioevo e infine abbandonata o solo sporadicamente frequentata in epoca moderna.

## Territorio
Situata circa 7 km a sud-est del centro storico di Savignano Irpino, il tenimento della Ferrara si sviluppava a cavallo tra l'altura gessosa del monte Castello a nord e l'attiguo altipiano della Difesa a sud. Si tratta di un'area di notevole rilevanza strategica tra Campania e Puglia; in particolare il monte Castello domina per intero l'impervia valle del Cervaro (anticamente nota come Vallo di Bovino) che, a sua volta, taglia i monti della Daunia oltre i quali si estende la pianura del Tavoliere delle Puglie; l'altipiano della Difesa, lambito dal vasto bosco di Selvamala (citato fin dal 1269 con il nome di Silva mala in un diploma di re Carlo I d'Angiò quale dipendenza della contea di Ariano), costituisce invece un facile collegamento con le valli dell'Ufita e del Miscano lungo la direttrice che conduce verso la pianura campana.
A livello geologico l'area è nota, oltre che per le estese stratificazioni gessose, anche per la presenza di una sorgente sulfurea che sgorga alle falde nordoccidentali del monte Castello, a circa 900 m di distanza dalla vetta e a un'altitudine di 610 m s.l.m.; la fonte alimenta alcuni laghetti e un ruscello, quest'ultimo (lungo 2,5 km) sfociante nel fiume Cervaro qualche centinaio di metri a valle della stazione ferroviaria di Montaguto.

## Storia

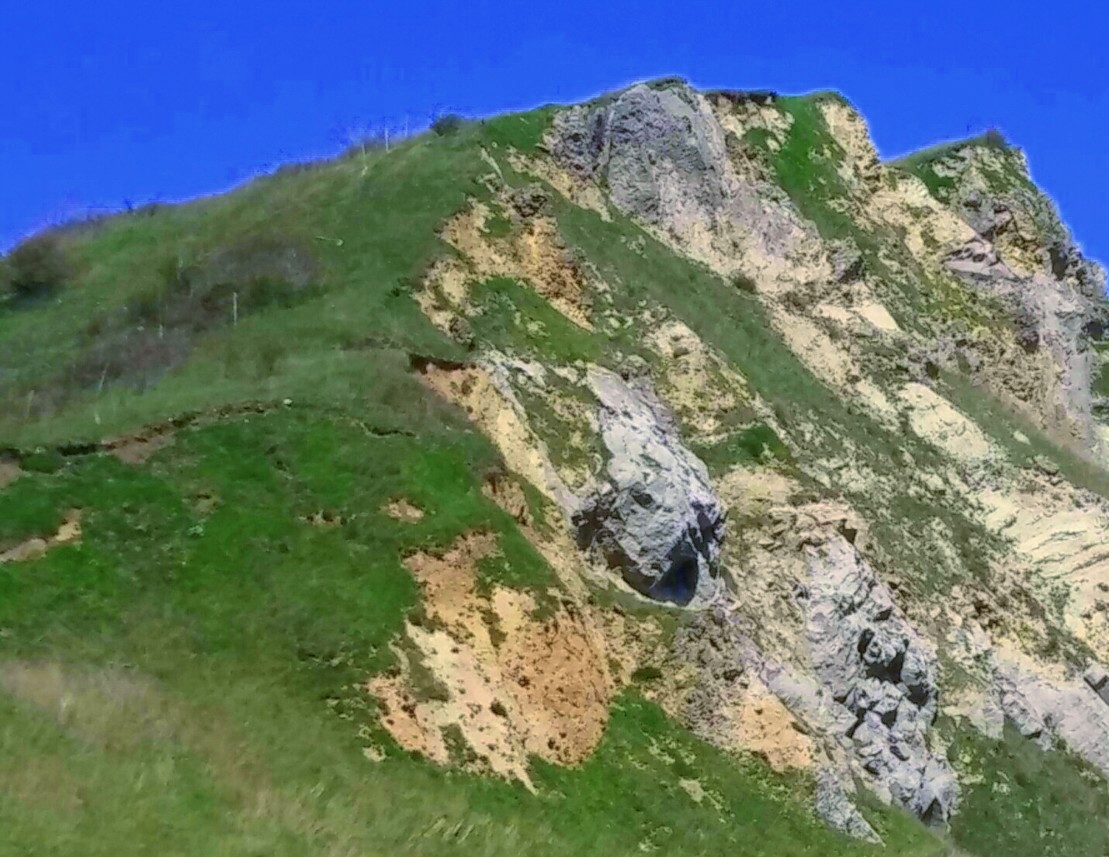
La vetta del monte Castello; si nota la netta differenza tra il lato occidentale intatto (a sinistra) e il versante orientale fortemente inciso dall'attività estrattiva del gesso nella seconda metà del XX secolo (a destra)

### Preistoria
L'area del monte Castello risulta popolata fin dagli inizi del Neolitico e in particolare l'insediamento del monte Castello è ascrivibile alla cultura del Guadone e coevo a quelli analoghi della vicina valle del Miscano, quali La Starza in territorio di Ariano Irpino e Santa Maria dei Bossi presso Casalbore; notevoli soprattutto le affinità con il sito de La Starza, anch'esso situato su di una rupe gessosa. Importanti sono anche i reperti dell'età del Bronzo antico così come quelli di epoca protostorica; tra questi ultimi spiccano in particolare le ceramiche sub-geometriche protoiapigie e daunie (risalenti al VIII-VII secolo a.C.) anch'esse ben confrontabili a quelle coeve de La Starza. Di epoca posteriore (IV secolo a.C.) è invece un torques di bronzo reperito però non sul monte Castello, ma sul vicino altipiano.

### Epoca romana
In epoca romana l'altura risultava già da tempo abbandonata, mentre la popolazione si insedia sull'altipiano della Difesa, quasi 3 km a sud-sudovest del monte Castello e non lontano dagli attuali confini comunali con i territori di Ariano Irpino e Monteleone di Puglia. In tale area, sita a un'altitudine di 721 m s.l.m., si rinvengono i resti di una villa a pianta quadrangolare risalente a un periodo compreso tra il IV e il I secolo a.C. La struttura, realizzata con muri a secco, è ricca di reperti ceramici verniciati di nero, pesi da telaio fittili e oggetti in ferro (tra cui un peso e una fibbia), i quali tutti attestano che nella fattoria si svolgevano contestualmente attività agricole, zootecniche e artigianali. Tra gli altri reperti rinvenuti spiccano numerosi balsamari del II secolo a.C., un manico di specchio in bronzo del IV secolo a.C. nonché una moneta (un asse unciale del III-II secolo a.C.) raffigurante un Giano contornato da allori e, sul rovescio, una prua di nave con scritta Roma in esergo.

### Medioevo
Nell'alto Medioevo, sotto l'incalzare delle invasioni barbariche, il monte Castello tornò ad essere frequentato e fortificato. Sorsero così il castello della Ferrara (Castrum Ferrariae) e il borgo che da esso prese il nome, entrambi popolati tra il X e il XV secolo. In epoca normanna  l'intero territorio, unitamente a Savignano e a Greci, venne a costituire un'unica baronia soggetta, nell'XI secolo, a Gerardo d'Altavilla, fratello di Giordano granconte di Ariano. Altri feudatari di rilievo furono, nei secoli successivi, i De La Lande, gli Spinelli e i Guevara, mentre a livello religioso fu notevole la diffusione delle eresie, spesso duramente perseguitate dall'inquisizione cattolica; in un documento del 1269 è attestato l'imprigionamento di Margherita, moglie di Zogloss signore della Ferrara. Nel 1445 la baronia di Greci, Savignano e Ferrara (o Ferraria) è citata quale parte della provincia di Principato Ultra.

### Epoca moderna
Intorno alla metà del Quattrocento tanto il borgo quanto il castello della Ferrara rimasero disabitati per ragioni ignote; lo stesso accadde per il borgo di Greci. Di conseguenza nel maggio 1456 si accese una disputa tra il barone Guevaro de Guevara e l'universitas di Ariano; quest'ultima pretendeva infatti di poter sfruttare liberamente i "territori" della Ferrara e di Greci per il pascolo, la raccolta delle ghiande e della legna, l'approvviggionamento di acqua per il bestiame e di pietra calcarea, nonché la costruzione di edifici e capanne. Dieci anni più tardi una convenzione stipulata tra il barone Guevaro de Guevara e le univesitates di Ariano e Monteleone poneva fine alla disputa stabilendo in modo definitivo i rispettivi diritti di caccia e pascolo sulla tenuta della Ferrara e sull'agro di Greci. Tuttavia nel 1494 re Alfonso II d'Aragona, nel confermare i possedimenti di Guevaro de Guevara, citava la Ferrara non più come "territorio" ma come "casale", analogamente a Greci (che però proprio in quegli anni si andava ripopolando grazie a un afflusso di genti arbëreshë provenienti dall'area balcanica) ma a differenza di Savignano citato invece come "terra" (ossia come centro abitato a tutti gli effetti).
Il suddetto "casale" non deve essere confuso con l'attuale masseria Ferrara, un grosso complesso architettonico rurale sorto su di un poggio 750 m a sud-ovest del monte Castello, a un'altitudine di 735 m s.l.m., mentre su di un'attigua collina (a 737 m s.l.m.), in posizione dominante rispetto all'altipiano, si erge solitaria la chiesetta di Santa Sofia, un antico edificio in pietra a pianta rettangolare e a una sola navata.
Tali strutture potrebbero però essere state realizzate con il pietrame recuperato dal vicino insediamento medievale poiché di quest'ultimo non restavano, fino alla seconda metà del XX secolo, che scarsissime tracce, poi anch'esse cancellate dall'intensa attività estrattiva del gesso che interessò l'intero lato orientale del monte Castello; tuttavia anche il versante occidentale, seppur rimasto parzialmente intatto, non mostra tracce consistenti.
Dall'analisi di alcuni reperti rinvenuti è stato però accertato che almeno un singolo edificio dell'antico insediamento (una chiesa dedicata a Santa Maria) rimase pienamente operativo quantomeno fino al Cinquecento, se non oltre, benché già nel 1526 la Ferrara (analogamente a Montellari, presso Bovino) costituiva ormai un feudo disabitato, a differenza delle vicine terre di Savignano, Greci e Orsara; l'insieme di tali possedimenti era stato comunque assegnato a Guevaro II, figlio di Innico e nipote del già citato Guevaro de Guevara.
Agli inizi del XXI secolo l'attività estrattiva fu definitivamente abbandonata, mentre l'altipiano venne destinato, oltre che ai tradizionali usi agro-zootecnici, anche alla produzione di energia elettrica da fonte rinnovabile; notevole è in particolare la diffusione dei parchi eolici.

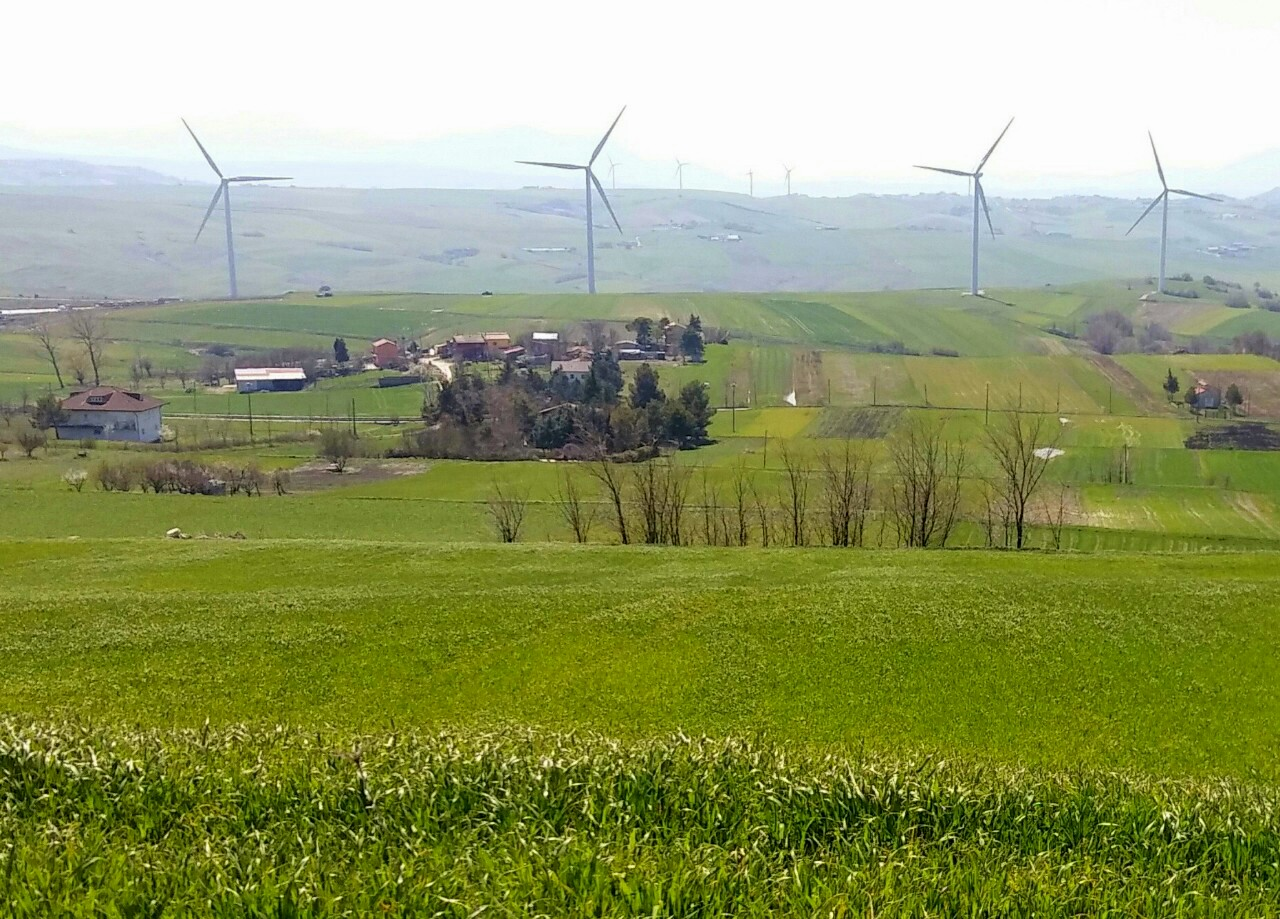
Veduta parziale dell'altipiano; sullo sfondo è visibile un parco eolico